# Soneto 51
| «» Soneto 51 |
| --- |
| (continuação do Soneto 50) Thus can my love excuse the slow offence Of my dull bearer when from thee I speed: From where thou art why should I haste me thence? Till I return, of posting is no need. O! what excuse will my poor beast then find, When swift extremity can seem but slow? Then should I spur, though mounted on the wind, In wingéd speed no motion shall I know, Then can no horse with my desire keep pace. Therefore desire, (of perfect'st love being made) Shall neigh, no dull flesh, in his fiery race; But love, for love, thus shall excuse my jade- Since from thee going, he went wilful-slow, Towards thee I'll run, and give him leave to go. |
| –William Shakespeare |

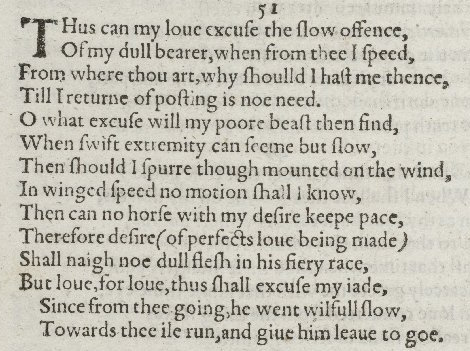
Soneto 51 em seu idioma original (inglês).

O Soneto 51 foi escrito por William Shakespeare e faz parte dos seus 154 sonetos.

## Traduções
Na tradução de Thereza Christina Rocque da Motta,
Assim pode meu amor desculpar a velada ofensa
De minha torpe montaria quando de ti me afasto:
Por que eu deveria fugir de onde estás?
Até retornar, não preciso te escrever.
Ó que desculpa dará meu pobre animal,
Quando a galope parecerá se demorar?
Então, eu deveria cavalgar o vento –
A velocidade alada é desconhecida para mim.
Assim, nenhum cavalo acompanhará meu desejo;
Portanto, o desejo, do amor que se faz perfeito,
Negará todo o corpo em sua célere carreira;
Mas o amor, pelo amor, desculpará meu alazão:
Pois, ao me afastar de ti, trotou lentamente,
Correrei para ti, e a ele deixarei partir.